# نهج الإطار المنطقي

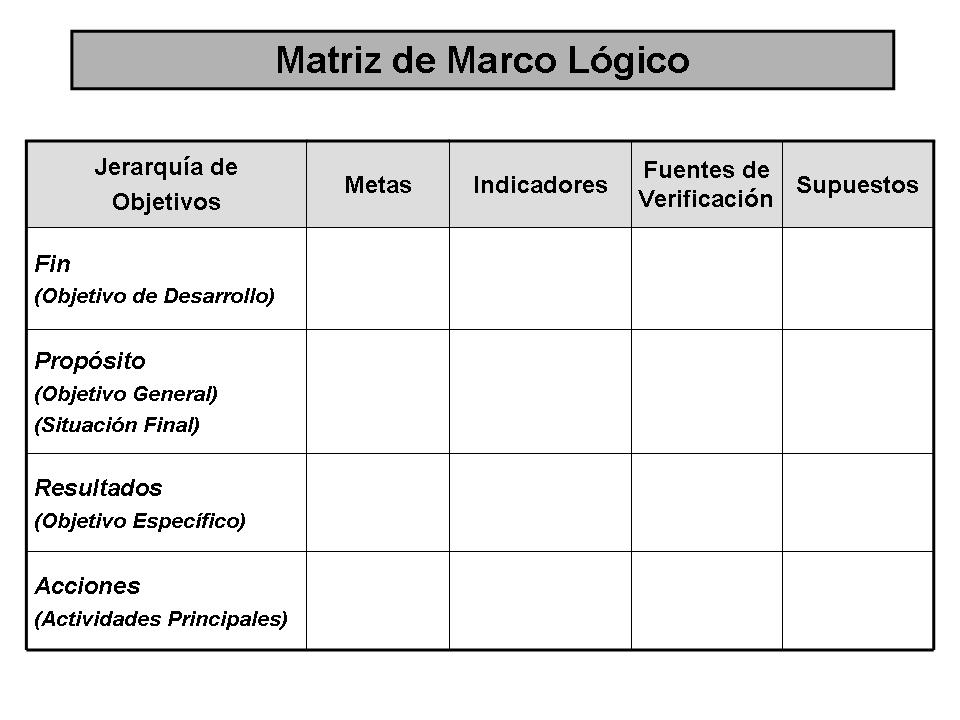

منهج الإطار المنطقي أو أسلوب الإطار المنطقي (بالإنجليزية: Logical Framework Approach)‏ هو منهجية تخطيط استراتيجي محددة تستخدم لإعداد برنامج أو تدخل إنمائي. وتنطوي المنهجية على عملية تشاركيه لتوضيح النواتج والمخرجات والأنشطة والمدخلات ، وعلاقاتها السببية، والمؤشرات التي يمكن من خلالها قياس التقدم المحرز نحو تحقيق النتائج ، والافتراضات والمخاطر التي يمكن أن تؤثر في نجاح أو فشـل التدخل.
وهي تتيح نهجا منطقيا منظما لتحديد الأولويات وبناء توافق آراء حول النتائج المقصود تحقيقها وأنشطة برنامج بالاشتراك مع الجهات المعنية.